# Ferdinand Reich
Ferdinand Reich (n. 19 februarie 1799, Bernburg, Saxonia-Anhalt, Germania – d. 27 aprilie 1882, Freiberg, Saxonia, Germania) a fost un chimist german, care – alături de Hieronymus Theodor Richter – a descoperit în 1863 indiul.
Reich a fost daltonist, motiv pentru care l-a cooptat pe Theodor Richter pentru a examina culorile produse în urma reacțiilor pe care le-au studiat. 
În timp ce lucrau la Universitatea din Freiberg, Reich și Richter au reușit izolarea chimică a elementului indiu, înainte ca acesta să fie găsit în stare liberă în natură. 